# Ultra Motor Car Company
Ultra Motor Car Company war ein US-amerikanischer Hersteller von Automobilen.

## Unternehmensgeschichte
Das Unternehmen wurde 1912 in Amesbury in Massachusetts gegründet. Im gleichen Jahr begann die Produktion von Automobilen. Der Markenname lautete Ultra. Designer war R. H. Randall. Im November 1912 gab es Pläne, nach Taunton umzuziehen. Es ist nicht bekannt, ob diese Pläne auch tatsächlich durchgeführt wurden. 1914 endete die Produktion. Die Anzahl der hergestellten Fahrzeuge ist nicht überliefert. 1914 waren drei Fahrzeuge in Massachusetts registriert. Sie trugen die Seriennummern 010, 053 und 101.

## Fahrzeuge
Im Angebot stand nur ein Modell. Es hatte einen Sechszylindermotor. Die Motorleistung war mit 38 PS angegeben. Sie wurde über ein Vierganggetriebe an die Hinterachse übertragen. Das Fahrgestell hatte 325 cm Radstand. Zur Wahl standen Roadster für 2800 US-Dollar sowie offene Tourenwagen mit fünf Sitzen für 3000 Dollar und mit sieben Sitzen für 3200 Dollar.